# Jeremias Nguenha
Jeremias Nguenha (Inhambane, 19 de março de 1972 – Maputo, 4 de maio de 2007) foi um músico moçambicano que cantava em changana.

## Vida
Foi um cantor contestatário, denunciando nas suas canções a pobreza e injustiça social sofrida pela maior parte da população. As suas mais famosas composições foram La famba bicha? (A fila anda? em português) e Vadla voxi (ou Comem sozinhos). Realizou digressões artísticas à África do Sul e ao Brasil, onde actuou no Carnaval do Rio de Janeiro em 2002.
A sua popularidade levou a que fosse recebido pelo então presidente Joaquim Chissano, numa rara audiência a indivíduos que não pertenciam à classe política.
Além de músico foi também actor e jogador de futebol.